# Paolo Orlandoni
Paolo Orlandoni (Bolzano, 12 de agosto de 1972) é um ex-futebolista italiano que jogava como goleiro. Atualmente é treinador de goleiros do Sassuolo.

## Carreira
Revelado pela Internazionale em 1988, Orlandoni não chegou a fazer partidas oficiais pelo clube, que preferiu emprestá-lo a outras equipes, para dar mais experiência. Entre 1991 e 1998, defendeu Mantova (oito jogos), AlbinoLeffe (mesmo número), Casarano (23 partidas), Pro Sesto (25), Ancona (14) Foggia (um jogo) e Acireale (28). De volta à Internazionale, foi imediatamente dispensado, e o goleiro assinou pouco depois com a Reggina no mesmo ano.
Em 2000, foi emprestado novamente, agora para o Bologna, onde jogou em três oportunidades. Foi contratado pela Lazio como reserva do veterano Luca Marchegiani, disputando apenas um jogo.
Foi no Piacenza que Orlandoni viveu seu melhor momento: entre 2001 e 2005, esteve presente em 64 partidas. Desempenho suficiente para que a Internazionale contratasse novamente o goleiro, para ser a terceira opção para o gol nerazzurri. Até 2012, Orlandoni disputou apenas quatro jogos pela equipe de Milão, sendo que um foi especial: em dezembro de 2010, disputou sua primeira partida como titular na Liga dos Campeões da UEFA, contra o Werder Bremen, que venceu a Inter por 3 a 0.
Na última rodada da Série A italiana de 2011-12, o goleiro anunciou sua aposentadoria como jogador, aos 39 anos.

## Títulos

### Com a Internazionale
- Campeonato Italiano de Futebol - Série A: 5 (2005–06, 2006–07, 2007–08, 2008–09 e 2009–10)
- Copa da Itália: 3 (2005–06, 2009–10 e 2010–11)
- Supercopa da Itália: 4 (2005, 2006, 2008 e 2010)
- Liga dos Campeões da UEFA: 1 (2009-10)
- Mundial de Clubes: 1 (2010)

### Com a Lazio
- Supercopa da Itália: 1 (2000)